# Jón Gnarr
Jón Gnarr Kristinsson (Reikiavik, 2 de enero de 1967) es un humorista y político islandés. Fue alcalde de Reikiavik, la capital de Islandia, desde 2010 hasta 2014.

## Biografía
Su nombre de nacimiento era Jón Gunnar Kristinsson, pero se lo cambió por el actual en 2005. Está casado con Jóhanna Johannsdóttir. 
Empezó su carrera en la radio como parte del dúo artístico Tvíhöfði. Cuando era adolescente tocó el bajo en la banda de punk Nefrennsli. Ha sido guionista de varios capítulos de la serie Fóstbræður de la televisión islandesa. También ha protagonizado algunos de los episodios. Además, ha actuado en películas de éxito en su país, como Íslenski draumurinn de 2000 o Maður eins og ég de 2002. Uno de sus mayores éxitos con el público ha sido como comediante en vivo, especialmente en el espectáculo autobiográfico Ég var einu sinni nörd.
A finales de 2009 creó el Mejor Partido, una formación política satírica con la que pretendía ridiculizar a los partidos políticos tradicionales. En 2010 ganó las elecciones municipales de Reikiavik con el 34,7 por ciento de los votos (6 de los 15 concejales del consistorio). Formó una coalición con el partido Alianza Socialdemócrata, a cuyos políticos requirió que vieran las cinco temporadas de la serie The Wire, antes de formar gobierno. El programa electoral de Gnarr incluía promesas tales como conseguir que el zoo de la ciudad tuviese un oso polar o construir cerca del aeropuerto una parque de atracciones de Disney.
En 2010 y en 2011, Gnarr asistió a la inauguración de la Fiesta del Orgullo Gay de su ciudad vestido de drag queen. En la cabalgata del orgullo gay de 2012, se vistió como un miembro de las Pussy Riot, para llamar la atención sobre el caso.
Renunció a revalidar la alcaldía en las elecciones municipales de 2014. El Mejor Partido pasó de seis a dos escaños y el vencedor de los comicios fue la Alianza Socialdemócrata, al que decidieron apoyar en coalición. El nuevo alcalde de la ciudad desde el 16 de junio de 2014 es Dagur Bergþóruson Eggertsson.